# بانيش هوفمان
بانيش هوفمان (6 سبتمبر 1906 - 5 أغسطس 1986) عالم رياضيات وفيزيائي بريطاني معروف بارتباطه بألبرت أينشتاين.